# Pimpla insignatoria
Pimpla insignatoria är en stekelart som först beskrevs av Johann Ludwig Christian Gravenhorst 1807.  Pimpla insignatoria ingår i släktet Pimpla och familjen brokparasitsteklar. Inga underarter finns listade i Catalogue of Life.